# 砷化铋
砷化铋是一种无机化合物，化学式为BiAs。它的α型和β型结构均有理论计算的报道。

## 制备
砷化铋可由三氯化铋的甲苯溶液和三(三甲基硅基)砷在室温反应得到：
BiCl3 + As[Si(CH3)3]3 → BiAs + 3(CH3)3SiCl